# آرال (شهرستان تلاس)
آرال (به قرقیزی: Арал، ارال) یک روستا در قرقیزستان است که در شهرستان تلاس واقع شده‌است. آرال ۵٬۲۰۶ نفر جمعیت دارد.